# Calvario de la Inquisición (Antonio del Castillo)
Calvario de la Inquisición es una pintura realizada por el artista español Antonio del Castillo y Saavedra entre los años 1649 y 1652. Actualmente se encuentra en el Museo de Bellas Artes de Córdoba.

## Historia
El lienzo estaría realizado sobre 1649, cuando la ciudad de Córdoba sufrió una epidemia de peste. Esta fecha se confirmaría ya que la virgen María tendría el rostro de su segunda esposa Magdalena Rodríguez Valdés, con la que estuvo casado desde 1649 hasta su fallecimiento en 1652.
El lienzo estuvo originalmente en la capilla del Alcázar de los Reyes Cristianos, durante su uso como sede del Tribunal del Santo Oficio de la Inquisición hasta su extinción definitiva en 1834. Junto al lienzo se exponían otros santos como Pedro de Verona y el martirio de Pedro Arbués, primer inquisidor santificado. Posteriormente pasó a estar en depósito del Ejército, en la Capitanía General de Córdoba, hasta que finalmente fue trasladado al Museo de Bellas Artes de Córdoba, donde se conserva actualmente, gracias a la intervención de Rafael Romero Barros, director del museo entre 1862 y 1895, quien también realizó una réplica en su emplazamiento anterior.

## Descripción
La obra representa la crucifixión de Jesús con tres clavos. Al pie de la cruz se hallan restos de huesos humanos, y en la parte superior aparece escrita la leyenda «Jesús de Nazaret, rey de los judíos» escrito en hebreo, griego y latín. A la izquierda de la cruz aparece la virgen María, cuyo rostro parece estar influenciado por Magdalena Rodríguez Valdés, segunda esposa del pintor Antonio del Castillo, y a la derecha el apóstol San Juan, que podría tratarse de un autorretrato.
Parece ser que Antonio del Castillo se influenció de dos estampas de Johannes Sadeler I sobre composiciones de Martín de Vos, adquiriendo la distribución de las masas, el paisaje arquitectónico de fondo, así como los detalles de las estacas que fijan la cruz al suelo y la calavera y la tibia al pie de la misma.